# هيديو كوباياشي (عالم)
هيديو كوباياشي (باليابانية: 小林英夫) (و. 1943 – م) هو مؤرخ، وعالم اقتصاد، من اليابان، ولد في طوكيو.

## التعليم
تعلم في Tokyo Metropolitan University ‏.

## مناصب وهيئات
أدار جامعة واسيدا.